# Острохвостая бронзовая амадина
Острохвостая бронзовая амадина (лат. Lonchura striata) — птица семейства вьюрковых ткачиков отряда воробьинобразных.

## Внешний вид
Длина тела 10-11 см. Различают семь географических форм бронзовых амадин. У самца и самки номинативной формы — лоб, уздечка, стороны головы, горло, зоб и верхняя часть груди чёрные. Стороны шеи шоколадно-коричневые со светлыми пестринами. Надхвостье белое. Остальная верхняя часть тела тёмно-коричневая, лишь отдельные перья имеют светлые стволики, отчего по спине разбросаны редкие пестрины. Крылья тёмно-коричневые, рулевые чёрные с удлинённой средней парой. Радужка красно-коричневая. Клюв чёрно-коричневый, у основания подклювья несколько светлее. Ноги светло-коричневые. Самки отличаются от самцов менее ярким металлическим блеском оперения и меньшими размерами пятен на боках и крыльях. Обитают птицы номинативной формы в Шри-Ланке и на юге Индии в горах Восточные и Западные Гаты.
Птицы второй формы обитают в Индии между Гангом и подножием Гималаев, на запад до границ с Афганистаном и на восток до западных районов Мьянмы, а также в южной части Мьянмы, на севере и западе Таиланда. У птиц этой формы верхняя часть тела чёрно-коричневая, надхвостье и верхние кроющие хвоста красно-коричневые с несколькими белыми поперечными полосами. Все перья на верхней части телса имеют светлые пестрины — долевые полоски по центру перьев. Стороны головы, кроющие уха, стороны шеи и грудь красно-коричневые, с белыми пятнышками и пестринами. Бока и нижние кроющие хвоста ржаво-коричневые, остальная нижняя часть тела белая с коричневыми пестринами, а на боках едва заметные тёмные поперечные полоски. Крылья красно-коричневые, рулевые чёрные. Радужка красно-коричневая. Надклювье черное, подклювье серое, ноги серые. Окраска оперения остальных форм мало отличается от окраски предыдущих.

## Распространение
Ареал этих амадин довольно велик: от тропиков Южной Азии до южного Китая и Юго-Восточной Азии. Они обитают во всей Индии, в Шри-Ланке, Бангладеш, Мьянме, Таиланде, Лаосе, Камбодже, Вьетнаме, на юге Китая, на полуострове Малакка, на островах Суматра, Хайнань и Тайвань, на Андаманских и Никобарских островах.

## Образ жизни
Населяют поля, засеянные культурными злаками, саванны, окраины джунглей, примыкающих к рисовым полям, лесные поляны и просеки, храмовые рощи. В период гнездования бронзовые амадины живут парами, а в межгнездовой период собираются в стаи от 20 до 30 птиц.

## Размножение
Гнездятся парами на деревьях и в постройках человека. Гнездо представляет собой большую куполообразную конструкцию из травы, располагающуюся на деревьях, кустарниках или в траве. В кладке 3-8 белых яиц. Насиживание, в котором принимают участие оба родителя, длится примерно 20 дней. Ещё через 3 недели птенцы покидают гнездо.

## Содержание
Бронзовые амадины — один из видов астрильдовых, которые первыми появились в Европе. Их завезли туда в 1860 году. Эти птицы довольно популярны среди любителей природы.